# Pterodroma lessonii
El petrel cabeciblanco, fardela de frente blanca, o petrel cabeza blanca (Pterodroma lessonii) es un petrel que habita en madrigueras excavadas en las matas de las islas del hemisferio sur. La característica de esta ave es su  cabeza de color blanco, igual que su pecho, las alas son marrón grisáceo, se alimentan de cefalópodos y crustáceos, su largo es de 40 centímetros.